# Cirencester
Cirencester é uma paróquia e cidade-mercado do distrito de Cotswold, no condado de Gloucestershire, na Inglaterra. De acordo com o Censo de 2011 tinha 19 076 habitantes. Tem uma área de 22,6km².